# The Neighbourhood (альбом)
«The Neighbourhood» — третій однойменний студійний альбом американського гурту «The Neighbourhood», представлений 9 березня 2018 року лейблом Columbia Records. Анонс платівки відбувся 16 лютого, лише за три тижні до безпосередньо релізу.
Перед представленням альбому гурт випустив перший після «Wiped Out!» міні-альбом під назвою «Hard», до якого увійшли композиції «Roll Call», «You Get Me So High», «Noise», «24/7» і «Sadderdaze»; цей EP досяг 183 позиції у американському чарті Billboard 200. 12 січня 2018 року «The Neighborhood» випустив наступний EP після «Hard» під назвою «To Imagine», до якого увійшли композиції «Dust», «Scary Love», «Heaven», «Compass» і «Stuck With Me». Всі пісні із «Hard» і «To Imagine» увійшли до альбому «The Neighbourhood», хоча деякі з них є ексклюзивними для видання Deluxe.

## Список пісень
| #   | Назва                | Тривалість |
| --- | -------------------- | ---------- |
| 1.  | «Flowers»            | 3:18       |
| 2.  | «Scary Love»         | 3:44       |
| 3.  | «Nervous»            | 4:09       |
| 4.  | «Void»               | 3:25       |
| 5.  | «Softcore»           | 3:28       |
| 6.  | «Blue»               | 3:13       |
| 7.  | «Sadderdaze»         | 4:10       |
| 8.  | «Revenge»            | 3:19       |
| 9.  | «You Get Me So High» | 2:33       |
| 10. | «Reflections»        | 4:04       |
| 11. | «Too Serious»        | 3:13       |
| 12. | «Stuck with Me»      | 4:18       |

| Deluxe видання | Deluxe видання | Deluxe видання |
| #              | Назва          | Тривалість     |
| -------------- | -------------- | -------------- |
| 13.            | «Roll Call»    | 4:11           |
| 14.            | «Noise»        | 3:23           |
| 15.            | «24/7»         | 3:41           |
| 16.            | «Heaven»       | 3:25           |
| 17.            | «Compass»      | 2:49           |
| 18.            | «Dust»         | 3:28           |

## Чарти
| Чарт (2018)                            | Найвища позиція |
| -------------------------------------- | --------------- |
| Канада Canadian Albums (Billboard)     | 89              |
| Нідерланди Dutch Albums (MegaCharts)   | 106             |
| Польща Polish Albums (ZPAV)            | 17              |
| США Billboard 200                      | 61              |
| США Top Alternative Albums (Billboard) | 4               |
| США Top Rock Albums (Billboard)        | 10              |